# Sterakowu
Sterakowu (gr. Στερακόβου) – część gminy wiejskiej Sotira, w dystrykcie Limassol, na Cyprze.